# Бекеша (село)
Беке́ша (пол. Bekiesza) — село в Польщі, у гміні Циців Ленчинського повіту Люблінського воєводства. Населення — 372 особи (2011).

## Історія
За даними етнографічної експедиції 1869—1870 років під керівництвом Павла Чубинського, у селі здебільшого проживали греко-католики, які розмовляли українською мовою.
У 1975—1998 роках село належало до Холмського воєводства.

## Демографія
Демографічна структура станом на 31 березня 2011 року:
|          | Загалом | Допрацездатний вік | Працездатний вік | Постпрацездатний вік |
| -------- | ------- | ------------------ | ---------------- | -------------------- |
| Чоловіки | 204     | 73                 | 122              | 9                    |
| Жінки    | 168     | 37                 | 102              | 29                   |
| Разом    | 372     | 110                | 224              | 38                   |